# Coccoloba densifrons
Coccoloba densifrons är en slideväxtart som beskrevs av C. Martius och Meissner. Coccoloba densifrons ingår i släktet Coccoloba och familjen slideväxter. Inga underarter finns listade i Catalogue of Life.